# Abdulla Aboobacker
Abdulla Aboobacker Narangolintevida, né le 17 janvier 1996 dans l'État de Kerala, est un athlète indien spécialiste du triple saut.

## Biographie
En mai 2022 à Bhubaneswar, il dépasse pour la première fois de sa carrière les 17 mètres en réalisant 17,19 m. Il remporte la médaille d'argent des Jeux du Commonwealth avec 17,02 m, devancé par son compatriote Eldhose Paul.

## Palmarès
| Date | Compétition          | Lieu       | Résultat | Marque  |
| ---- | -------------------- | ---------- | -------- | ------- |
| 2022 | Jeux du Commonwealth | Birmingham | 2e       | 17,02 m |
| 2023 | Championnats d'Asie  | Bangkok    | 1er      | 16,92 m |

## Records
| Épreuve     | Épreuve      | Performance | Lieu        | Date        |
| ----------- | ------------ | ----------- | ----------- | ----------- |
| Triple saut | En plein air | 17,19 m     | Bhubaneswar | 21 mai 2022 |